# Лайпциг (лек крайцер, 1929)
Лайпциг (на немски: Leipzig) е немски лек крайцер от времето на Втората световна война. Главен кораб на своя проект. Заедно с еднотипния „Нюрнберг“ представлява развитие на „типа Кьонигсберг“.

## История на създаването
В бойния състав на германските ВМС в течение на 1920-те г. влизат четири леки крайцера. Трите последни, представляващи „типа Кьонигсберг“ (тип „К“), са сериозен успех както в областта на собствените им ТТХ, поставящи ги на лидерски позиции в своя клас, така и в областта на технологиите за тяхната постройка. През 1928 г. немският конструктор Блешчмит получава задание за проектиране на поредния лек крайцер за германския флот. Новият проект крайцери получава условното обозначение „тип Е“.

## Конструкция
За основа на проекта са взети неговите предшественици – крайцерите от типа „К“. Към числото на най-съществените отличия между тях се отнасят: свеждането на димоходите от котлите в един комин, разположението на кърмовите кули на главния калибър (ГК) в диаметралната плоскост (за разлика от разположението встрани при типа „К“).
Конструкцията на корпуса е усилена, използвана е конструкция с були, обхващащи броневия пояс, и бълбообразна носов край. Поясът е с наклон от 18° навън и има дебелина 50 mm в средната част, 20 mm на носа и 35 mm на кърмата. Дебелината на броневата палуба в мястото на стика с долния край на пояса е увеличена от 20 до 25 mm, към бордовете палубата е закръгляват във вид на дъга.

## История на службата

### Предвоенни години
Корабът с обозначение Kreuzer „E“ („Ersatz Amasone“ – замяната на крайцера „Амазоне“) е заложен във Военноморската корабостроителница във Вилхелмсхафен на 16 април (по други данни, 14 април) 1928 г. На 18 октомври 1929 г. (поредната годишнина от „Битката на Народите“ с Наполеон през 1815 г. при Лайпциг), крайцерът е спуснат на вода и е наречен „Лайпциг“.
На 8 октомври 1931 г. започват изпитанията на кораба, а на 18 август през същата година крайцерът е зачислен в състава на Разузнавателните сили на флота. Първите години от службата си корабът провежда в многочислени походи, в т.ч. с посещения в чуждестранни портове, в учения на флота, провежда бойна подготовка. През юли 1934 г. „Лайпциг“, съвместно с крайцера „Кьонигсберг“, има визита в Портсмът – първата визита на кораби на ВМС на Германия във Великобритания от 1914 г. От време на време „Лайпциг“ е флагмански кораб на Разузнавателните Сили.
През 1935 г., след края на действието на Версайските ограничения, на кораба се монтира авиационното оборудване. От август до октомври 1936 г., след ремонт във Вилхелмсхафен от март до май и през юни 1937 г. крайцерът има походи в испански води, където тече Гражданската война, в която Германия поддържа привържениците на Франко. На 15 и 18 юни крайцерът е атакуван от неизвестни подводни лодки.
От декември 1938 до март 1939 г. корабът се намира в ремонт в корабостроителницата на „Дойче Верке“ в Кил. На 23 март в състава на ескадрата участва в присъединяването към Германия на Мемел (Клайпеда). На 23 август (по други данни, на 24 август) 1939 г. „Лайпциг“ започва участието си в блокадата на полското крайбрежие.

### Втора световна война
В началния период на войната крайцерът се занимава с минни постановки, издирване на вражески и неутрални съдове с контрабанда в състава на различни съединения надводни кораби.
По време на една от заградителните операции, на 13 декември 1939 г., крайцерът е торпилиран от британската подводна лодка „Salmon“ и получава сериозни повреди.
На 27 февруари 1940 г. „Лайпциг“ е изключен от списъците на флота, но е решено все пак да се възстанови в качеството на учебен крайцер. От него са свалени 4 котела, вместо тях са оборудвани кубрици за курсанти. Скоростта на хода в резултат на това пада до 14 възела. На 1 декември 1940 г. „Лайпциг“ отново влиза в състава на флота, приписан е към артилерийската и торпедна школи.
В периода юни – юли 1941 г. крайцерът се намира, заедно с други бойни кораби на Кригсмарине, в норвежки води, а през септември 1941 г. влиза в състава на южната група съединения, получили името „Балтийски флот“, базирани в Лиепая. Негова цел е недопускането на плаването на съветски кораби към Швеция в случай на тяхно излизане от Ленинград. След разформирането на съединенията, в края на септември, участва в обстрела на съветските позиции на Моонзундските острови. По време на това задание той е подложен на торпедна атака, най-вероятно от страна на съветската подводница „Щ-319“ на капитан-лейтенант Н. С. Агашин. През октомври корабът се завръща към изпълнение на задълженията си на учебен крайцер.
На 4 март 1943 г. „Лайпциг“ е изключен от списъците на флота със сваляне на военноморския флаг. На 1 август същата година отново влиза в строя като учебен кораб за рулеви и щурмани. На 15 октомври 1944 г. е тежко повреден в резултат на сблъсък с тежкия крайцер „Принц Ойген“, след което е изключен от списъците на флота и е превърнат в несамоходен учебен кораб.
През март 1945 г. крайцерът обстрелва настъпващите съветски войски, на 25 март „Лайпциг“ отплава от рейда на Хела на запад, превозвайки около 500 бежанци и ранени. Преходът преминава на дизели с неголяма скорост. Независимо от заплахите от страна на съветската авиация и подводници, „Лайпциг“ благополучно достига до район северно от Фленсбург.
След капитулацията на Германия известно време служи като плаваща казарма във Вилхелмсхафен. На 11 юли 1946 г. „Лайпциг“ е потопен на 57°53’N/06°13’E. На борда на кораба се намира част от запасите химическо оръжие на Вермахта (според други данни, „Лайпциг“ е потопен на 20 юли без химическо оръжие).

## Коментари
1. ↑  Всички данни са приведени по състояние към септември 1939 г.
2. ↑  Германските кораби при началото на тяхното строителство получават временни имена. За новите кораби се избират букви. Тези кораби, които трябва да заменят стари или загубени кораби получават приставката „Ерзац“ пред името на заменяемия кораб.